# Франц Верер
Франц Верер (нім. Franz Wöhrer, 5 червня 1939) — футбольний арбітр Австрійської футбольної асоціації. За основною професією — викладач.

## Біографія
З 1957 року він був суддею і 1964 року став судити матчі найвищого дивізіону Австрії, Ліги А, де працював до 1987 року. Він обслужив понад 300 ігор в австрійській Бундеслізі, а також фінал Кубка Австрії «Штурм» (Грац) — «Ваккер» (Інсбрук) (2:0).
Паралельно з 1969 по 1987 рік був арбітром ФІФА і судив міжнародні матчі, провівши 160 ігор, 75 з них у європейських клубних кубкових змаганнях.
Зокрема 17 грудня 1980 року судив повторний матч на Суперкубок Європи «Валенсія» — «Ноттінгем Форест» (1:0), 2 травня 1986 року він відсудив фінал Кубка володарів кубків між київським «Динамо» та мадридським «Атлетико» (3: 0), а 13 грудня 1987 року на Національному стадіоні в Токіо обслужив фінал Міжконтинентального кубка між «Порту» (Португалія) та «Пеньяролем» (Уругвай), який завершився перемогою європейців 2:1 у додатковий час.
Він також працював на рівні збірних, будучи арбітром молодіжного чемпіонату Європи до 21 року в 1978 році, відсудивши гру між Югославією та НДР (4:4) у Мостарі і молодіжного чемпіонат світу 1977 року в Тунісі, де був головним арбітром матчу групи А Іспанія — Мексика (1:1).
Так само по одній грі провів на літніх Олімпійських іграх 1980 року в Москві (Радянський Союз — Венесуела 4: 0), Золотому кубку чемпіонів світу в Уругваї 1981 року та на чемпіонаті світу 1982 року в Іспанії (Перу — Камерун (0:0).